# New Music: New Audiences
New Music: New Audiences er et internationalt projekt om  publikumsudvikling indenfor klassisk musik og moderne klassisk. Projektet, som finansieres af EU’s Kulturfond og Nordisk Ministerråd, samler musikorganisationer i 18 europæiske lande i et praktisk samarbejde om koncertformater, målgrupper, branding og evaluering, med det formål at opdyrke et større publikum for moderne musik. Projektets grundidé er at musikorganisationer gensidigt hjælper hinanden med at udvikle nye koncertformater, evaluere deres effekt på publikum og indsamle og fastholde den erfaring der gøres undervejs. Projektet har opbygget en vidensbank om publikumsudvikling, som offentliggøres på projektets hjemmeside www.newaud.eu